# Mollia
Mollia Mart., Nov. Gen. Sp. Pl.,  i. 96, t. 60, 1824 ,nom. cons. (non Willd., Hort. Berol. 11. t. 11, 1806 (Caryophyllaceae ), nec J.F.Gmel., Syst. Nat., ed. 13[bis], 2(1): 420, 1791 (Myrtaceae )) es un género de planta fanerógama con unas 40 especies perteneciente a la familia Malvaceae, aunque ciertos autores lo clasifican dentro de los Tiliaceae

## Especies
| - Mollia alsinefolia - Mollia alsinifolia - Mollia aristata - Mollia boliviana - Mollia burchellii - Mollia corymbosa - Mollia cuneata - Mollia diffusa - Mollia fragilis - Mollia glabrescens - Mollia globularis - Mollia gnaphalodes - Mollia gracilis - Mollia grandiflora | - Mollia imbricata - Mollia intricata - Mollia latifolia - Mollia lepidota - Mollia longifolia - Mollia lucens - Mollia macrophylla - Mollia memphitica - Mollia minuartoides - Mollia nitida - Mollia paraensis - Mollia paraersis - Mollia polycarpoides | - Mollia polycarpon - Mollia rosea - Mollia scabra - Mollia spadicea - Mollia speciosa - Mollia sphaerocarpa - Mollia sprucei - Mollia stellaris - Mollia stellata - Mollia tenuifolia - Mollia tomentosa - Mollia ulei - Mollia villosa |